# Franklin F. Wing
Franklin Fearing Wing (* 6. Januar 1908; † 6. Juli 1994 in Bellevue, King County, Washington) war ein Brigadegeneral der United States Army. Er war unter anderem Kommandeur der 1. Panzerdivision. Außerdem war er in seinen jüngeren Jahren ein erfolgreicher Pferdesportler im Springreiten.
Er war ein Sohn von Franklin Fering Wing (1876–1942) und dessen Frau Frances Virginia Masi (1879–1938). In den Jahren 1926 bis 1930 durchlief er die United States Military Academy in West Point. Nach seiner Graduation wurde er als Leutnant der Kavallerie zugeteilt. In der Armee durchlief er anschließend alle Offiziersränge vom Leutnant bis zum Brigadegeneral.
In seinen jüngeren Jahren absolvierte er den für Offiziere in den niederen Rangstufen üblichen Dienst in verschiedenen Einheiten und Standorten.  Neben seiner militärischen Laufbahn war er auch für das US-Heer in deren Reitermannschaft aktiv. Mit seinem Pferd Democrat gewann er mehrere Pferdespringen. Er war auch als Mitglied des amerikanischen Reiterteams für die Olympiade des Jahres 1940 eingeplant. Diese fand aber wegen des in Europa bereits ausgebrochenen Zweiten Weltkriegs nicht statt. Zwischen 1937 und 1949 nahm Wing an achtzehn Nations Cups teil. Im Jahr 1948 gewann er mit dem Pferd Totila den CHIO Aachen. Im gleichen Jahr nahm er an den Olympischen Spielen in London teil. Dort war er mit dem Pferd Democrat im Stechen um die Silbermedaille. Allerdings reichte es am Ende nur zum 4. Platz. Wenig später beendete die US-Army ihr Engagement im Reitsport. Damit endete auch Wings Zeit als aktiver Sportler in diesem Bereich.
Als Offizier des US-Heeres wurde Wing Anfang der 1930er Jahre dem 7. Kavallerieregiment zugeteilt, das in Fort Bliss in Texas stationiert war. Später absolvierte er die U.S. Cavalry School in Fort Riley in Kansas. Während des Zweiten Weltkriegs war Wing auf dem pazifischen Kriegsschauplatz eingesetzt, wobei er zwischenzeitlich das 5. Kavallerieregiment kommandierte, das der 1. Kavalleriedivision unterstand. Für seine damals erbrachten Leistungen wurde er mit dem Silver Star Orden ausgezeichnet. 
Nach dem Krieg setze er seine Offizierslaufbahn und bis 1950 auch seine Reitsportkarriere fort. Im weiteren Verlauf brachte er es bis zum Brigadegeneral. Im Mai 1959 erhielt er das Kommando über die 1. Panzerdivision. Diese war damals in Fort Hood dem heutigen Fort Cavazos stationiert und diente hauptsächlich als Übungseinheit zur Ausbildung neuer Kadetten. Franklin Wing behielt sein Kommando bis zum August 1960. Anschließend schied er aus dem aktiven Militärdienst aus. Für seine Leistungen nach 1945 erhielt er die Auszeichnung Legion of Merit verliehen.  
Nach seiner Pensionierung widmete sich Franklin Wing wieder dem Pferdesport. Er wurde Funktionär beim amerikanischen Springreiterverband (U.S. Equestrian Team, USET). Bei diesem Verband war er bis 1983 in unterschiedlichen Bereichen tätig. Der mit Neva G. Wing (1912–1990) verheiratete Offizier starb am 6. Juli 1994 in Bellevue im Bundesstaat Washington und wurde auf dem amerikanischen Nationalfriedhof Arlington beigesetzt.